# Ivan Pelizzoli
Ivan Pelizzoli (Bérgamo, 18 de novembro de 1980) é um goleiro de futebol italiano. Tem 1,97m de altura e pesa 89 kg. 

## Carreira
Pelizzoli representou a Seleção Italiana de Futebol nas Olimpíadas de 2004, que conquistou a medalha de bronze.